# Force de sécurité des frontières
La force de sécurité des frontières (en anglais : Border Security Force ; BSF) est une force centrale de police armée en Inde sous la tutelle du ministère de l'Intérieur. Chargée de surveiller les frontières de l'Inde avec le Pakistan et le Bangladesh, l'unité est créée à la suite de la guerre indo-pakistanaise de 1965 pour assurer la sécurité des frontières de l'Inde et pour des questions connexes,.
La BSF passa de 25 bataillons en 1965 à 193 bataillons avec un effectif autorisé de 270 000 personnes, y compris une escadre aérienne en expansion, une escadre nautique, un régiment d'artillerie et des unités spécialisées,. Il s’agit actuellement de la plus grande force de sécurité aux frontières au monde. La BSF est qualifiée de « première ligne de défense » des territoires indiens.